# Zagato
Zagato (ZED Milano s.r.l.) — це італійське бюро дизайну та розробки, розташоване в Ро, в околицях Мілана. Компанія є одним із найстаріших дизайнерів кузовів в Італії. Компанія Zagato розробила численні конструкції, які зараз вважаються класичними. Крім дизайну, в сферу відповідальності Zagato також входить виробництво невеликих серій.

## Історія компанії
У 1919 році Уго Загато заснував Carrozzeria Zagato. Зараз компанією керують Андреа Загато та його дружина Марелла Ріволта-Загато в третьому поколінні. Подружжя перетворило ремісничий бізнес на сучасну компанію.
Уго Загато спочатку зосереджувався на легкій конструкції та аеродинаміці. Він швидко досяг успіху в цьому. Його дизайнерські ідеї привели до співпраці з великими італійськими брендами, такими як Lancia, Fiat і Alfa Romeo. Alfa Romeo 6C 1500 SS, виготовлена в 1928 році, і легендарна Alfa Romeo 8C 2300 1931 року стали відомими. Перед Другою світовою війною навколо Zagato стало трохи спокійніше. Під час війни спільно з Ізоттою Фраскіні виготовляли вантажівки.
Після Другої світової війни, у 1946 році, роботи в основному проводилися над моделями Gran Turismo в новому приміщенні на Via Giorgini, 16. Maserati, Abarth, Ferrari і Aston Martin були завойовані як нові клієнти. У 1962 році вони переїхали в нові будівлі за адресою Via Arese 30. У 1960-х роках дизайн Zagato значною мірою визначався Ерколе Спада.
Крім виробництва невеликих серій ексклюзивних автомобілів і Zagato Zele, Zagato також виготовляла прототипи, з яких був виготовлений лише один. Клієнтами були Ford, Jaguar, MG, Rover, Volvo, Bristol і Rolls-Royce. У 1990-х роках він також був розроблений для Toyota, Nissan і Mercedes-Benz.
Існує три напрямки діяльності:
- Конструкторський відділ, в якому працюють працівники напрямків проектування та планування виробництва. Тут можна виконати будь-яке замовлення в області транспорту та промислового дизайну, від чорного проекту до готової розробки CAM.
- Моделювання, при якому шаблони та моделі можна швидко виготовляти за допомогою сучасних 5-осьових обробних машин.
- Виробництво прототипів, яке виготовляє окремі прототипи з використанням алюмінію, сталі або композитного матеріалу. Він також здатний до обмеженого серійного виробництва.

На додаток до класичного бізнес-напрямку дизайну легкових автомобілів, Zagato також проектує навантажувачі та трамваї (разом з Bombardier Italiano).

## Автомобілі, розроблені Zagato
- Alfa Romeo 2600 SZ (1965–1967)
- Alfa Romeo Junior Zagato (1969–1975)
- Alfa Romeo SZ (1989–1992)
- Alfa Romeo RZ (1992–1993)
- Alfa Romeo TZ (1963–1964)
- Alfa Romeo TZ2 (1964–1967)
- Alfa Romeo TZ3 Corsa (2010)
- Alfa Romeo TZ3 Stradale (2011)
- Alfa Romeo Giulia SWB Zagato (2022)
- Aston Martin DB4 GT Zagato (1960–1961)
- Aston Martin DB7 Vantage Zagato (2002–2003)
- Aston Martin DB9 Spyder Zagato Centennial (Einzelstück, 2013)
- Aston Martin DBS Coupé Zagato Centennial (Einzelstück, 2013)
- Aston Martin DBS GT Zagato (Kleinserie, 2020)
- Aston Martin V8 Zagato (1987–1990)
- Aston Martin V12 Vanquish Zagato Roadster (Einzelstück, 2004)
- Aston Martin V12 Zagato (2011–2012)
- Aston Martin Vanquish Zagato Coupé (Kleinserie, 2017)
- Aston Martin Vanquish Zagato Volante (Kleinserie, 2017)
- Aston Martin Vanquish Zagato Speedster (Kleinserie, 2017)
- Aston Martin Vanquish Zagato Shooting Break (Kleinserie, 2018)
- Aston Martin Virage Shooting Brake Zagato Centennial (Einzelstück, 2014)
- Bentley Continental GTZ (Kleinserie, 2009)
- BMW Z4 Zagato Coupé (Einzelstück, 2012)
- BMW Z4 Zagato Roadster (Einzelstück, 2012)
- Bristol 406 Zagato (Kleinserie, 1959)
- Bristol 407 GTZ Zagato (Einzelstück, 1961)
- Bristol 412 und Bristol Beaufighter (1975–1993)
- Ferrari 250 GT Berlinetta LWB, Ferrari 250 GT Berlinetta Competizione (1954–1959)
- Ferrari 575 GTZ (Einzelstück, 2006)
- Fiat Abarth 750 GT Zagato (1956)
- Fiat 132 Aster Coupe Zagato (1972)
- Iso Rivolta GTZ (2021)
- Jaguar XK 150 Z (1957)
- Lamborghini 5-95 Zagato (2014)
- Lancia Appia Sport (1956–1961)
- Lancia Fulvia Sport (1965–1972)
- Lancia Flavia Sport (1962–1967)
- Lancia Flaminia Sport (1962–1967)
- Zagato AGTZ Twin Tail (2024, Basis Alpine A110)
- Zagato Zeta 6 (1983)
- Lancia Hyena (Kleinserie, 1992)
- Maserati Biturbo Spyder
- Autech Zagato Stelvio AZ1 (Kleinserie, 1989)
- Autech Gavia Zagato (Kleinserie 1993)
- Perana Z-One (seit 2009)
- Porsche Carrera GTZ (2013)
- Spyker C12 Zagato (Kleinserie, 2008)
- Thunder Power Sedan (2015)
- Toyota VM180 Zagato (Kleinserie, 2001)
- Toyota Harrier Zagato (Sondermodell, 2006)
- Volvo GTZ (2+2 Coupé als Prototyp 1969, Basis Volvo 142S)
- Volvo 3 GTZ (2+2 Coupé als Prototyp 1970, Basis Volvo 164)
- Zagato Zele (ca. 1974–1976)